# 索厄莫爾島

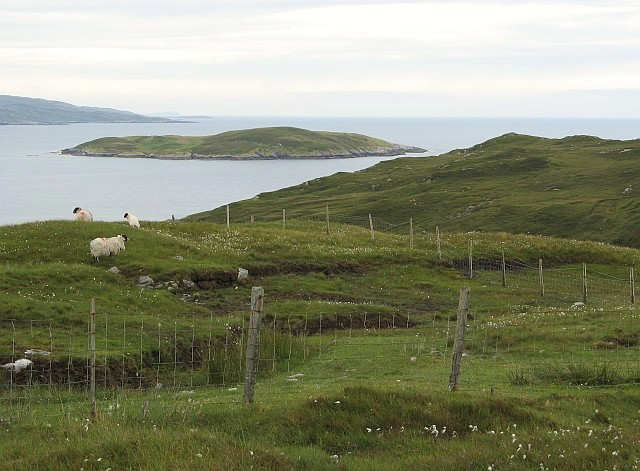

索厄莫爾島是蘇格蘭的島嶼，位於哈里斯島附近的大西洋海域，屬於外赫布里底群島的一部分，面積0.45平方公里，最高點海拔高度37米，島上無人居住。
57°56′15″N 6°57′46″W / 57.9376°N 6.9628°W